# Sievershagen (Upahl)
Sievershagen ist ein Ortsteil der Gemeinde Upahl im Landkreis Nordwestmecklenburg in Mecklenburg-Vorpommern.

## Geografie und Verkehrsanbindung
Sievershagen liegt westlich des Kernortes Upahl an der Landesstraße L 02. Die A 20 verläuft nördlich. 

## Sehenswürdigkeiten
In der Liste der Baudenkmale in Upahl ist für Sievershagen ein Bauernhaus und Stall (Hauptstraße 19) als einziges Baudenkmal aufgeführt.